# Elizabeth de Clercq
Elizabeth (Bep) de Clercq (Amsterdam, 23 juni 1882 – Haarlem, 5 november 1960) was directrice van de Openbare Leeszaal te Utrecht van 1910 tot 1948.

## Biografie
Elizabeth de Clercq was een dochter van Maria Catherina Müller (1854-1931) en Pieter de Clercq (1849-1934). Haar vader was van 1873 tot 1898 directeur van de Ontvang- en Betaalkas (een voorloper van de Kas-Associatie); hij was ook een voorman van de Friese taalbeweging. 
In 1905 behaalde Elizabeth haar acte M.O. geschiedenis. Van 1907 tot 1910 werkte ze bij het Rijksarchief Utrecht.
In 1910 werd ze uit negen sollicitanten verkozen als directrice van de Openbare Leeszaal te Utrecht. Ze wordt wel omschreven als "streng," zoals zou blijken uit een brief uit 1930 waarin ze aandrong op het krachtig handhaven van de regels in de filialen: "Zelfs al moesten wij er nu en dan een onverzettelik lezer door verliezen, dan nòg moeten onze regels (nadat ze eenmaal weloverwogen zijn vastgesteld) ten bate van allen stipt gehandhaafd blijven." 
Ook buiten Utrecht was ze actief in de leeszaalbeweging. Zo was ze bijvoorbeeld van 1918 tot 1945 lid van het bestuur van de Centrale Vereniging voor Openbare Bibliotheken en leidde ze vanaf 1923 de opleiding van leeszaalpersoneel. Haar bijnaam was "Bezige Bep", en er werd van haar gezegd dat ze de leeszaal jarenlang energiek leidde en een belangrijke rol speelde in de landelijke organisatie.